# Flugplatz Stendal-Borstel

i7
i11
i13

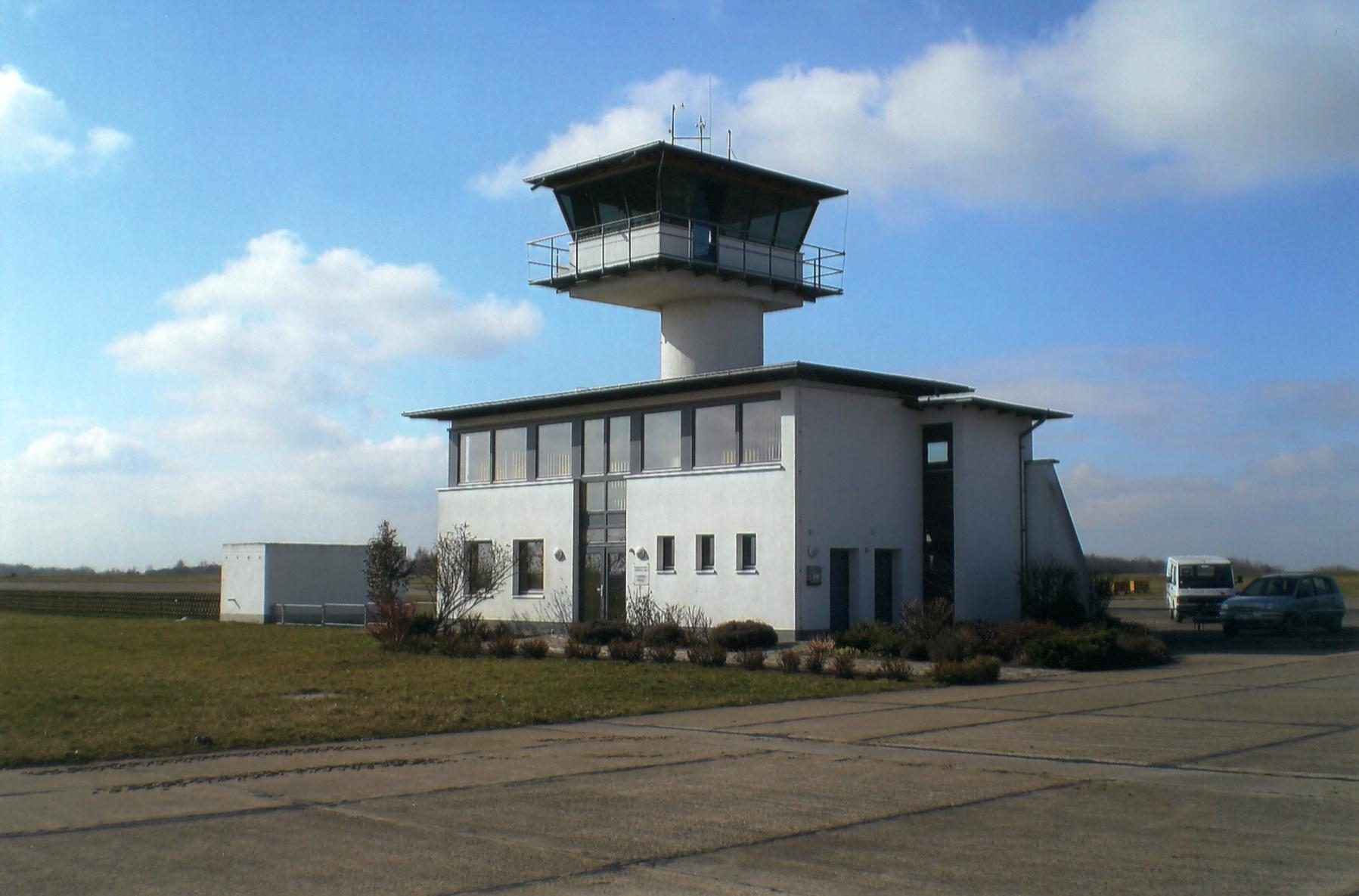
Turm des Flugplatzes

Der Flugplatz Stendal-Borstel (ICAO-Code: EDOV) liegt 1,5 NM nordwestlich der Stadt Stendal. Er ist mit einer 1997 Meter langen Betonbahn und einer 700 Meter langen Grasbahn, beide in Richtung 26/08, ausgestattet. Zugelassen ist der Verkehrslandeplatz für Flugzeuge bis 14 Tonnen. Die Frequenz der Flugleitung ist 122,405 MHz.

## Geschichte

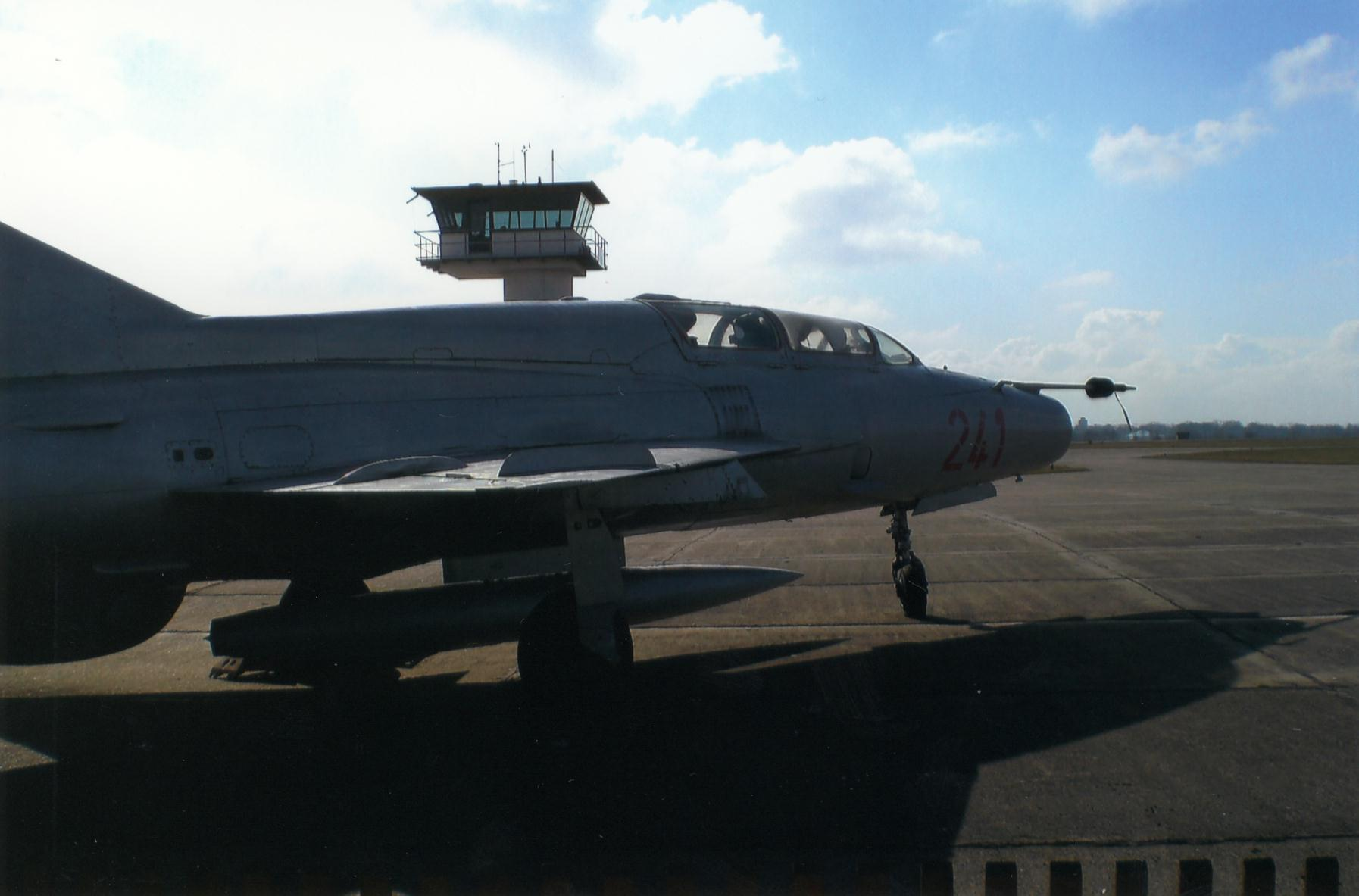
Flugplatz Stendal (MiG-21US im Vordergrund)

Im Jahr 1934 wurde mit dem Bau eines Militärflugplatzes durch die deutsche Luftwaffe begonnen. In der damals üblichen Form ohne feste Bahnen stand ein Flugfeld von nahezu zwei mal zwei Kilometern zur Verfügung. Bis zum Jahre 1936 wurde der Platz ausgebaut und unter anderem mit einem eigenen Gleisanschluss versehen. Einige Gebäude aus der Zeit stehen heute noch und sind denkmalgeschützt. Ab 1936 wurden auf dem Gelände des Flugplatzes die ersten deutschen Fallschirmjäger ausgebildet.
Im Jahre 1938 wurde der Platz ausgebaut, da hier die Kampfgruppe zur besonderen Verwendung 2 (KGr. z.b.V 2) mit 50 dreimotorigen Junkers Ju 52 sowie weiteres Unterstützungspersonal stationiert wurde. Im August 1939 wurde hier das Kampfgeschwader z.b.V. 1 aufgestellt. Im Jahre 1940 begann man mit dem Aufbau des dritten Nachtjägergeschwaders, das bis zum März 1945 mit Messerschmitt Bf 110 Einsätze gegen alliierte Bomber flog. 1943 kam das Nachtjagdgeschwader 300 hinzu, welches in der „Hellen Nachtjagd“ eingesetzt wurde. Neben den Einsatzgeschwadern waren während des Krieges auch Monteure von Blohm & Voss am Platz stationiert, die versuchten, Gotha Go 244-Lastensegler mit französischen Sternmotoren vom Typ Gnôme et Rhône 14 M auszurüsten. Daneben wurden auch etliche Ju 52 für spezielle Zwecke umgerüstet, zum Beispiel zum Minensuchen. Ein Jahr vor Kriegsende kamen zu den stationierten Einheiten noch die Jagdgeschwader 301 und 302 hinzu. Diese Einheiten, die im „Wilde Sau“-Nachtjagdverfahren eingesetzt wurden, waren bis April 1945 am Platz. Am 7. April startete von Stendal das Sonderkommando Elbe mit 150 Jägern zu einem Rammeinsatz gegen alliierte Bomberverbände. Ein Einsatz, der viele Piloten das Leben kostete. Einen Tag darauf wurde der Flugplatz bombardiert, allerdings waren die Schäden nicht sehr schwer. Kurz darauf wurde der Platz von den Alliierten besetzt, vorher wurden noch einzelne Gebäude gesprengt. Britische Truppen benutzten den Platz für einige Zeit als Kriegsgefangenenlager und Reservelazarett, bis er schließlich im Juli 1945 an die Rote Armee übergeben wurde.
Zunächst wurde der Platz von sowjetischen Jagd-, Schlacht- und Aufklärungsfliegerverbänden genutzt. Im Jahre 1957 schließlich wurde mit dem Bau der Betonpiste (52 × 2000 Meter) begonnen, bereits 1963 entstanden zu beiden Seiten Überrollflächen (im Osten 200 Meter und im Westen 260 Meter) aus Stahlprofilplatten. Dies wurde nötig, da dort zeitweilig Jäger der Typen MiG-17, MiG-19 und MiG-21 operierten. Auch waren hier von 1958 bis 1971 Aufklärungs- und Zieldarstellerverbände mit zweistrahligen Il-28R, Jak-27R und Jak-25RW stationiert. Im Jahr 1973 hatte die Ära der Jagdflugzeuge am Platz ein Ende, es wurden Hubschrauber (u. a. Mi-8 und Mi-24) stationiert.
Der Flugplatz galt 1987 als größte Hubschrauberbasis in der DDR, hier waren bis zu 135 Hubschrauber gleichzeitig stationiert. Bis zum Abzug der WGT waren hier die selbständigen Kampfhubschrauber-Regimenter 178 und 440, die der 3. Armee in Magdeburg unterstanden, disloziert.
Mit dem Abzug der letzten Einheiten am 7. Juli 1992 endete nicht nur die Geschichte des Flugplatzes als Militärstandort, sondern auch die der Stendaler Garnison, die zum Schluss eine ganze Division mit mehr als 10.000 Offizieren, Soldaten und Offiziersfamilien umfasste.

## Nutzung
Der Platz wird heute hauptsächlich zivil genutzt. Der Aero Club Stendal ist seit 1993 aktiv. Des Weiteren gibt es eine Flugschule für Ultraleichtflugzeuge auf dem Flugplatz.

## Zwischenfälle
- Am 14. Mai 1995 stürzte während des Flugplatzfestes ein Hubschrauber des Typs Bo 105 mit dem Kennzeichen D-HEBV kurz nach dem Start in ein benachbartes Feld. Dabei kamen Pilot und Copilot ums Leben.[4]

- Am 11. Mai 2013 stürzte ein Fallschirmspringer vor den Augen zahlreicher Besucher eines Oldtimer-Treffens ab, da sich der Hauptschirm nicht richtig entfaltete. Der 62-jährige Mann verstarb an der Unfallstelle.[5]

- Am 22. September 2013 fiel bei einem Ultraleichtflugzeug vom Typ FA 01 Peregrine SL das Triebwerk aufgrund von Treibstoffmangel aus. Das Flugzeug kollidierte mit einer Baumreihe und prallte auf eine Wiese. Der 64-jährige Pilot und seine 56-jährige Frau wurden bei dem Unfall getötet.[6]